# Sultan-Iangui-Iurt
Sultan-Iangui-Iurt (en rus: Султан-Янги-Юрт) és un poble del Daguestan, a Rússia, que el 2019 tenia 9.830 habitants. Pertany al districte rural de Kiziliurt.